# Tri tân (tạp chí)

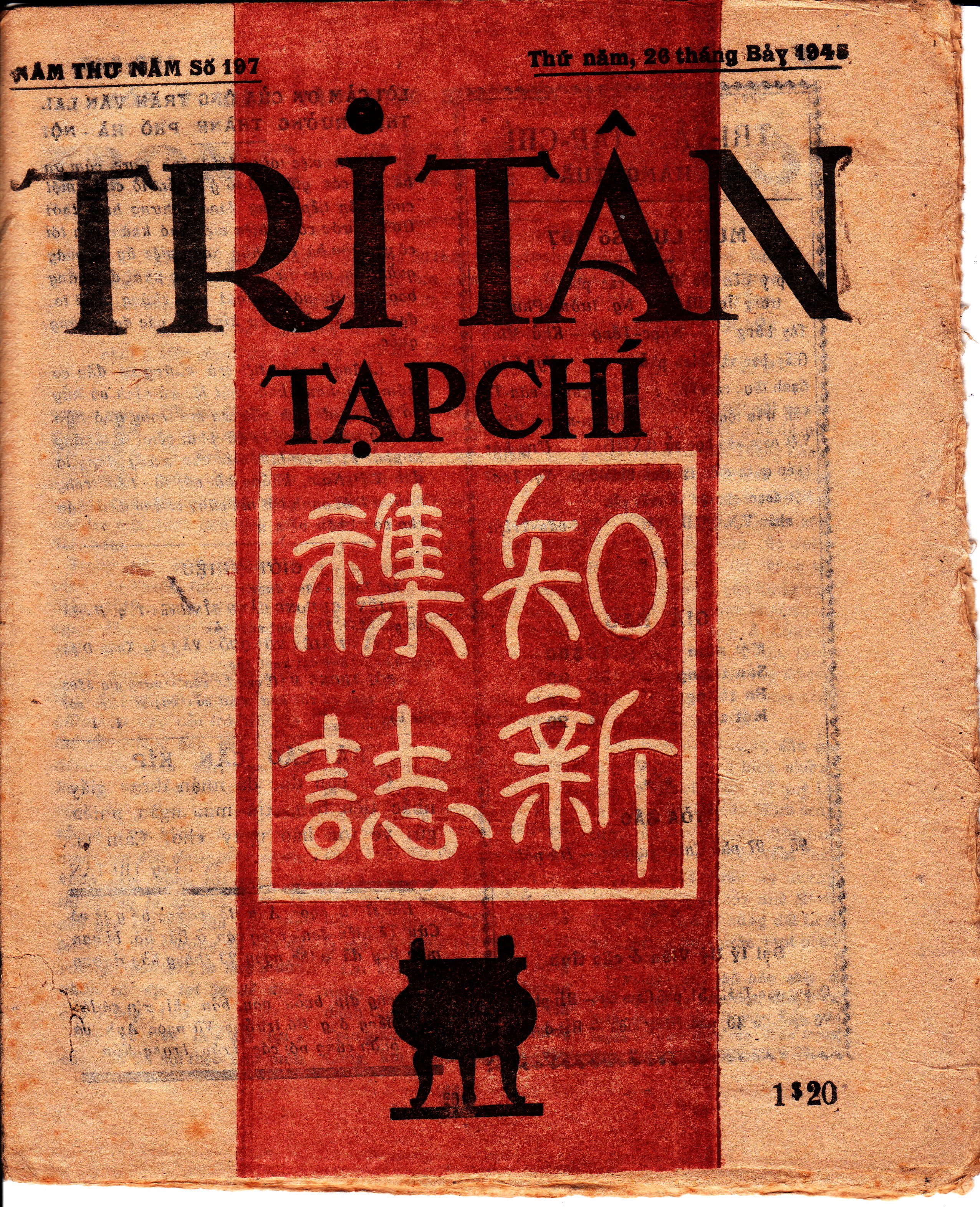
Tạp chí Tri tân số Tháng Bảy 1945, nội dung có bài chào đón thị trưởng Trần Văn Lai, đại diện của chính phủ Trần Trọng Kim tiếp quản Hà Nội

Tri tân là một tạp chí văn hóa xuất bản hàng tuần ở Hà Nội, Việt Nam bắt đầu từ năm 1941 đến năm 1945 thì đình bản.

## Mục đích
Tên của tạp chí được rút từ mệnh đề "ôn cố tri tân" (chữ Nho: 溫 故 知 新), tức là "xét lại (cái) cũ (để) biết (cái) mới" trích từ sách Luận Ngữ của Nho giáo và đúng với danh đề đó, báo Tri Tân chủ yếu đăng những bào biên khảo, dịch thuật, và phóng sự về những đề tài văn hóa, lịch sử cùng những tiểu thuyết và văn thơ sáng tác hướng cổ. Nhiều lĩnh vực văn hóa mới mẻ như phê bình văn học, triết học, ngôn ngữ học dần xuất hiện trên báo nhưng tất cả với định hướng "tìm nguồn". Người sáng lập là Dương Tụ Quán, chủ bút là Hoàng Thúc Trâm.
Tạp chí Tri Tân có công đóng góp cho nền quốc học và đưa chữ Quốc ngữ lên thành một phương tiện truyền đạt những đề tài bác học.

## Tòa soạn
Toà soạn ban đầu đặt tại số nhà 349 phố Huế, Hà Nội; từ ngày 8 tháng 8 năm 1941 trụ sở được chuyển tới số 195 phố Hàng Bông; từ Tri tân số 100, ngày 24 tháng 6 năm 1943 thì dời địa chỉ đến số 95-97 phố Chanceaulme (nay là Tô Hiến Thành). Chủ nhiệm (directeur) Tri tân là Nguyễn Tường Phượng; quản lý (administrateur gérant) là Dương Tụ Quán; từ đầu tháng 7 năm 1943, Nguyễn Tường Phượng đảm nhiệm cả hai vai trò nói trên (directeur gérant).

## Trình bày
Tạp chí Tri Tân in ra với khổ 20 x 25 cm. Mỗi số có 24 trang. Theo giấy phép của chính quyền Bảo hộ thì tạp chí là revue culturelle hebdomadaire. Số đầu tiên ra mắt ngày 3 tháng 6 năm 1941 với giá là 12 đồng bạc Đông Dương, mỗi kỳ từ 1.500 đến 2.000 ấn bản.

## Thành phần tác giả và nội dung
Tri Tân quy tụ được nhiều tác giả đương thời đóng góp bài vở, thuộc các lĩnh vực sử học, dân tộc học, triết học, ngôn ngữ học, nghiên cứu và phê bình văn học, v.v... Bên cạnh các nội dung thuộc các đề tài khoa học xã hội và nhân văn nói trên, tạp chí cũng đăng một số bài về khoa học tự nhiên, công nghệ...
Về khảo cứu văn hoá, đáng kể nhất phải kể đến Ứng Hòe Nguyễn Văn Tố. Ông góp mặt thường xuyên trên hầu hết các số của Tri tân với rất nhiều thể loại bài viết, nghiên cứu về lịch sử trung đại Việt Nam (mà tiêu biểu là những chuyên khảo "Đại Nam dật sử", "Sử ta so với sử Tàu", "Những ông nghè triều Lê", được Tri tân đăng dài kỳ, cùng nhiều bài khảo cứu khác), về văn học trung đại Việt Nam (đặc biệt là chuyên khảo "Tài liệu để đính chính những bài văn cổ"), và về nhiều vấn đề văn hoá khác.
Tri tân cũng có một số trang đáng kể dành cho phê bình văn học. Về thể loại này, Tri tân đã là nơi trưởng thành của một số tác gia phê bình như Lê Thanh, Kiều Thanh Quế, đồng thời là nơi xuất hiện những bài viết sớm của những tên tuổi mà sau này trở nên nổi tiếng như Đặng Thai Mai, Hoài Thanh, Nguyễn Đình Thi, v.v...
Ngoài ra còn có các học giả Dương Quảng Hàm, Lê Văn Hòe, Nguyễn Đổng Chi, Hoa Bằng Hoàng Thúc Trâm, Nguyễn Tường Phượng, Chu Thiên Hoàng Minh Giám, Bảo Vân Bùi Văn Bảo, Ngô Văn Triện, Đào Duy Anh, Đào Trọng Đủ, Ngô Tất Tố... Đề tài lịch sử không dừng ở những bài biên khảo, ký sự như "Bia Văn Miếu" và "Indrapura-Đồng Dương" mà cả những phóng tác như kịch thơ, tiểu thuyết, đặc biệt thơ trường thiên đề tài lịch sử và thơ triết học của "thi chủ" Minh Tuyền Hoàng Chí Trị. Đáng ghi nhận là một số tiểu thuyết như "Thoát cung vua Mạc" của Chu Thiên và "Đêm hội Long Trì" của Nguyễn Huy Tưởng được đăng thành nhiều kỳ trên tạp chí.

## Đình bản
Sau khi Việt Minh lên nắm chính quyền vào Tháng Tám năm 1945 thì Tri tân bị chỉ trích là "nệ cổ" và "cản trở sự tiến hóa của dân tộc" nên phải đình bản.
Số báo Tri tân cuối cùng ra ngày 22 tháng 11 năm 1945, kết thúc 5 năm xuất bản với 212 số báo. Sang năm 1946, Tri tân số 1 loại mới ra mắt ngày 6 tháng 6 với chuyên khảo "Nam Bộ đất Việt Nam" do Long Điền biên tập, rồi theo đó ra được số 2 ngày 16 tháng 6 năm 1946 thì ngưng hẳn. Trên thực tế đây mới là số báo cuối cùng. Tổng cộng Tri tân "mới" và "cũ" ra được 214 số với hơn 5.000 trang bài vở, đánh dấu một bước tiến trong ngành báo chí tiếng Việt.